# 中国人民解放军中部战区总医院

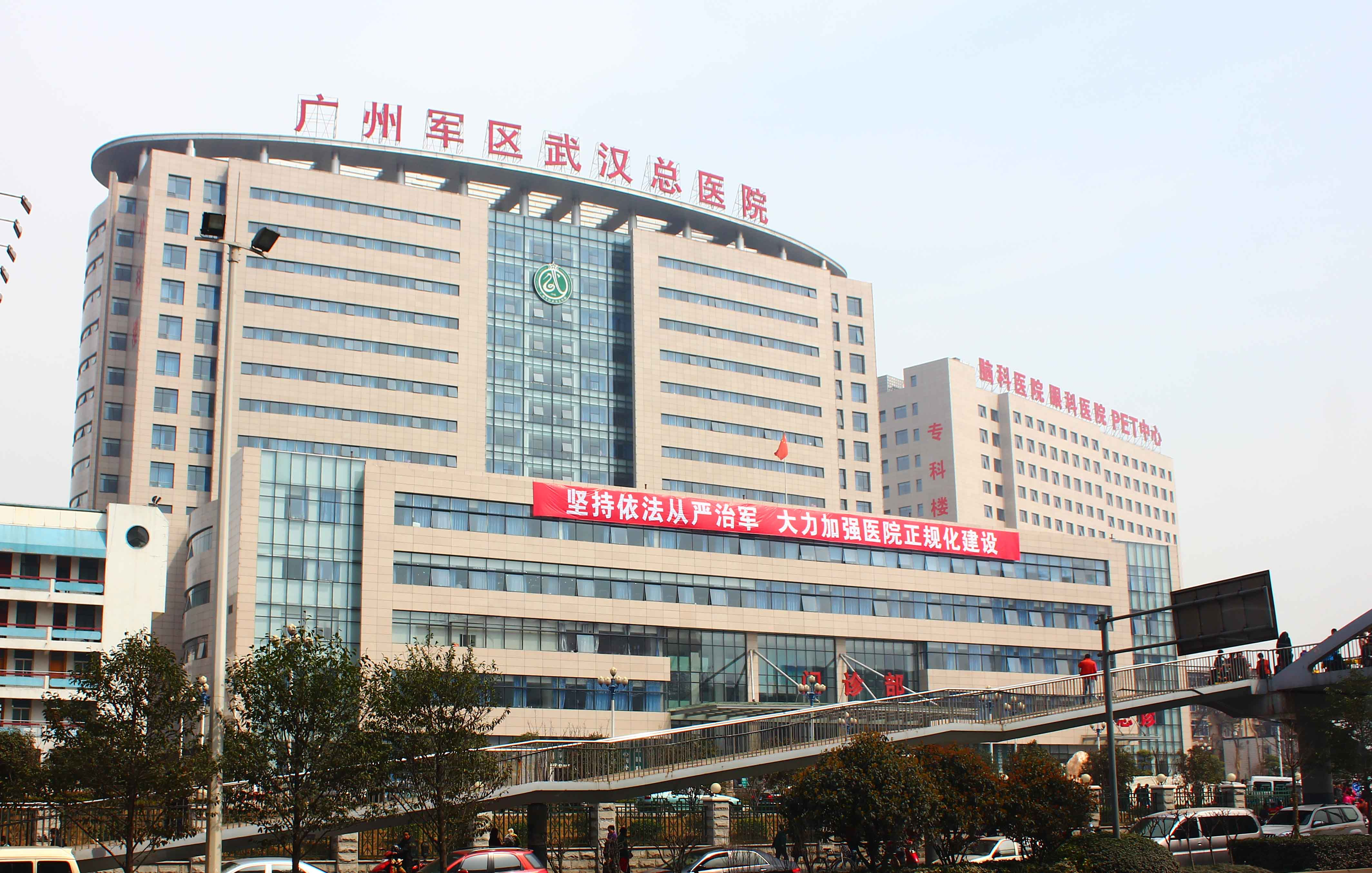
原中国人民解放军广州军区武汉总医院

中国人民解放军中部战区总医院，位于湖北省武汉市武珞路627号，隶属郑州联勤保障中心，是一家集医疗、教学、科研于一体的综合医疗机构，湖北省首批三级甲等医院之一。
另有汉口院区，位于湖北省武汉市黄浦大街68号。

## 沿革
- 1946年6月，在黑龙江省勃利县成立“东北民主联军第八后方医院”，隶属东北民主联军。该医院先后参加了“三下江南、四保临江”和辽沈战役、平津战役[1][2]。
- 1948年，更名中国人民解放军第二十五后方医院。
- 1949年6月下旬，医院随中国人民解放军第四野战军南下至武汉[2][1]。进驻汉口中滑坡原国军武汉陆军总医院旧址。
- 1950年3月，以该院为基础组建中国人民解放军中南军区陆军医院[1]。后称中国人民解放军第一五一医院。
- 1955年，武汉军区成立，医院划归武汉军区管辖。
- 1956年2月，更名中国人民解放军武汉军区总医院[2][3]。
- 1962年，医院由汉口中滑坡迁至武昌武珞路现址。
- 1985年9月，随着武汉军区撤销，湖北省军区和驻湖北省的部队划归广州军区，医院更名为中国人民解放军广州军区第一总医院[2][1]。
- 1987年1月，正式定名为中国人民解放军广州军区武汉总医院，师级建制[2]。
- 1995年5月，被中国人民解放军总后勤部评为三级甲等医院。1996年8月，被中华人民共和国卫生部、世界卫生组织、联合国儿童基金会评为爱婴医院。2000年，被中国人民解放军总政治部评为“全军为部队服务先进医院”。2001年，成为湖北省（武汉市）城镇职工基本医疗保险首批定点医院。2004年，被武汉市评选成为文明品牌示范医院和诚信医院。2005年，中国人民解放军总政治部、中国人民解放军总后勤部先后转发武汉总医院抓医德医风建设的做法和经验[2]。
- 2016年，在深化国防和军队改革中，由中国人民解放军广州军区转隶武汉联勤保障基地下属的郑州联勤保障中心，更名为中国人民解放军武汉总医院[4]。
- 2018年，更名为中国人民解放军中部战区总医院[5]。

## 历任领导
| 院长 …… - 何国伟（？—？） …… - 宋兰堂 少将（1998年—2008年） - 浦金辉 少将（2008年—2014年） - 周赤龙 大校（2014年—） | 政治委员 …… - 周正友（？—？） - 周道裕（？—2010年） - 刘铁桥（2010年—2014年） - 谢志仁 大校（2015年—） |